# Algirdas Šemeta

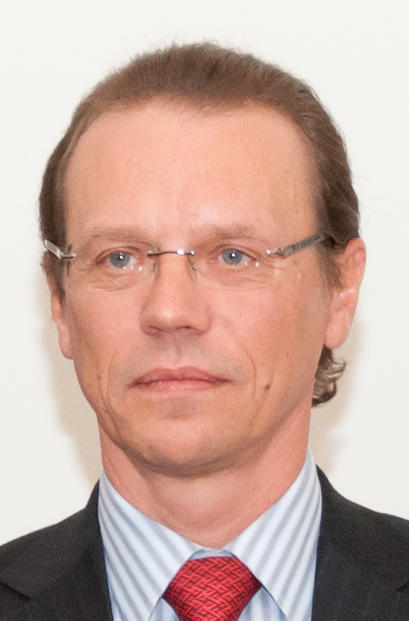
Algirdas Šemeta

Algirdas Gediminas Šemeta (23 april 1962) is een Litouwse politicus. Hij was van 1 juli 2009 tot 9 februari 2010 Europees commissaris belast met Begroting in de commissie-Barroso I, waar hij Dalia Grybauskaitė – die president van Litouwen werd – opvolgde. Van 9 februari 2010 tot 1 november 2014 was hij belast met Belasting, douane en financieel toezicht in de commissie-Barroso II.
Šemeta studeerde economie en wiskunde aan de Universiteit van Vilnius. Hij werkte als wetenschappelijk medewerker en als ambtenaar tot hij in februari 1997 minister van Financiën werd. Van juni 1999 tot december 2008 vervulde hij verschillende functies in het bedrijfsleven en het openbaar bestuur en in december 2008 kwam hij terug als minister van Financiën. Op 1 juli 2009 werd hij Europees Commissaris. In november 2014 werd hij als Litouws Eurocommissaris opgevolgd door Vytenis Andriukaitis. Zijn portefeuille ging over op Pierre Moscovici.
Joaquín Almunia · Catherine Ashton · José Manuel Barroso · Jacques Barrot · Joe Borg · Karel De Gucht · Stavros Dimas · Benita Ferrero-Waldner · Ján Figeľ · Franco Frattini · Mariann Fischer Boel · Dalia Grybauskaitė · Danuta Hübner · Siim Kallas · Meglena Koeneva · László Kovács · Neelie Kroes · Markos Kyprianou · Peter Mandelson · Charlie McCreevy · Louis Michel · Leonard Orban · Andris Piebalgs · Janez Potočnik · Viviane Reding · Olli Rehn · Paweł Samecki · 
Algirdas Šemeta · Vladimír Špidla · Antonio Tajani · Androulla Vassiliou · Günter Verheugen · Margot Wallström
Joaquín Almunia · László Andor · Catherine Ashton · Michel Barnier · José Manuel Barroso · Tonio Borg (vanaf 28 november 2012) · Dacian Cioloş · John Dalli (tot 16 oktober 2012)  · María Damanáki · Jacek Dominik (sinds 16 juli 2014) · Štefan Füle · Karel De Gucht  · Máire Geoghegan-Quinn · Kristalina Georgieva · Johannes Hahn · Connie Hedegaard · Siim Kallas · Jyrki Katainen (sinds 16 juli 2014) · Neelie Kroes · Janusz Lewandowski (tot 1 juli 2014) · Cecilia Malmström · Neven Mimica · Ferdinando Nelli Feroci (sinds 16 juli 2014) · Günther Oettinger · Andris Piebalgs · Janez Potočnik · Viviane Reding (tot 1 juli 2014) · Olli Rehn (tot 1 juli 2014) · Martine Reicherts (sinds 16 juli 2014) · Maroš Šefčovič · Algirdas Šemeta · Antonio Tajani (tot 1 juli 2014) · Androulla Vassiliou
Altiero Spinelli (1970-73) · Finn Olav Gundelach (1973-77) · Étienne Davignon (1977-81) · Karl-Heinz Narjes (1981-85) · 
 Francis Arthur Cockfield (1985-89) · Christiane Scrivener (1989-95) · Mario Monti (1995-99) · László Kovács (2004-10) · Algirdas Šemeta (2010-14) · Pierre Moscovici (2014-)